# Lycaena bilineata
Lycaena bilineata är en fjärilsart som beskrevs av Tutt 1906. Lycaena bilineata ingår i släktet Lycaena och familjen juvelvingar. Inga underarter finns listade i Catalogue of Life.